# Jörg Remy
Jörg Remy (* 13. Juli 1964) ist ein deutscher Gitarrist, Komponist und Sound-Designer. Er lebt in Berlin. 
Jörg Remy arbeitet als freier Komponist und Sounddesigner für Film, Fernsehen und Neue Medien. Sein Portfolio umfasst Arbeiten u. a. für verschiedene große Unternehmen. Kampagnen mit seinem Sound erhielten internationale Preise.
Jörg Remy studierte klassische Gitarre an der Hochschule für Musik und Darstellende Kunst Frankfurt am Main und bei Michael Teuchert, Julian Bream und Manuel Barrueco an der Manhattan School of Music in New York. Nach Preisen bei den internationalen Gitarrenwettbewerben in Freiburg im Breisgau (2. Preis, 1987) und Mettmann gewann er den 1. Preis des Andrés-Segovia-Wettbewerbes in Madrid. Es folgten Debüts in München, in der Berliner Philharmonie und der Frankfurter Alten Oper.
Nach CD-Einspielungen mit Werken von Bach bis zur klassischen Moderne folgten Recitals, u. a. in der Berliner Kammerphilharmonie sowie im europäischen Ausland.

## Diskografie
- Jörg Remy (Gitarre): Werke von Bach und Paganini, 1990
- Jörg Remy (Gitarre) und Barbara Burgdorf (Violine): Werke von Leclair, Paganini, Bloch, De Falla und Sarasate, 2004